# Mina (galería)

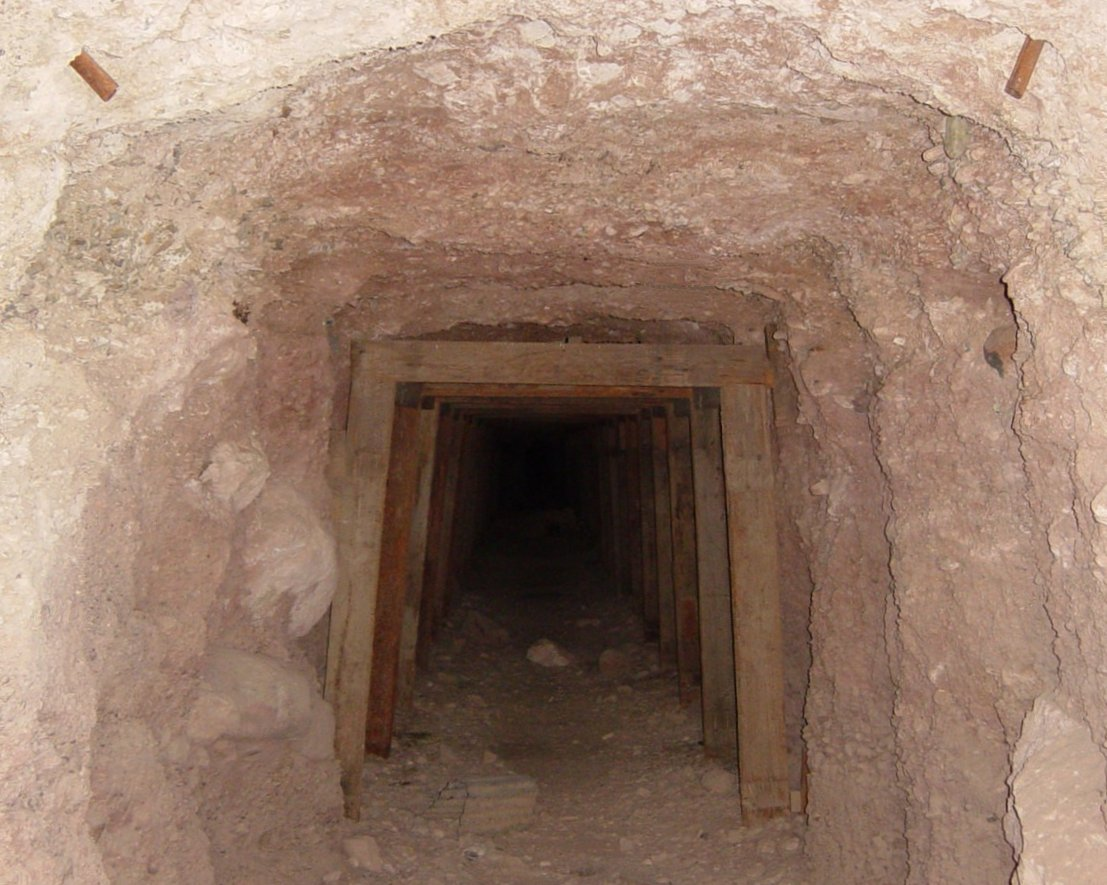
Ejemplo de galería de mina con soporte de techo de madera.

En el ámbito militar, se llama mina es una cavidad subterránea, excavación o pozo que se abre debajo de tierra, bien sea para llegar hasta el enemigo o para destruir las murallas y toda clase de obras de fortificación.
La invención de las minas, consideradas en general, no es de los tiempos modernos. Camilo, dictador romano, usó de las minas en el sitio de Veyes; Darío en el cerco de Calcedonia. El dictador A. Servilio tomó Fidenas abriendo minas desde su campo a la ciudad; los galos las usaron contra César en el asedio que este puso a Bourges. En el sitio de Atenas, por Sila, se emplearon una multitud de minas por griegos y romanos. 
Los antiguos conocieron dos clases de minas: 
- la primera fue una galería subterránea que abierta muchas veces a gran distancia conducía al sitiador hasta el interior de la ciudad
- la segunda servía para abrir las brechas, excavando debajo de la muralla por medio de la zapa, sosteniendo después su techo con puntales o pies derechos que envolvían con materias combustibles y aplicándolas fuego se retiraban. Los puntales ardían y se consumían y la muralla falseada por debajo de sus cimientos, se hundía por su propio peso. Esta costumbre siguió por mucho tiempo, aun después de haber aplicado la pólvora a los usos de la guerra.

En el sitio de Serazanella en 1487, aunque de una manera imperfecta, se intentó una mina de voladura por medio de la fuerza explosiva de la pólvora. El famoso ingeniero español Pedro Navarro, compañero del Gran Capitán presenció el ensayo y después de estudiarlo y mejorarlo le repitió con buen éxito en la conquista de Cefalonia. La explosión de una mina cargada con barriles de pólvora, en 22 de julio de 1503 abrió una ancha brecha en los muros de Nápoles, facilitando a los españoles la posesión de la plaza. El nombre de Navarro corrió con aplauso por la Europa entera, y pronto adoptaron las demás naciones el terrible uso de las minas. Con ellas se derribaron las contraescarpas, se abrieron brechas
o hicieron más practicables las que había comenzado el cañón, y como aún no se habían ideado las contraminas, el efecto que causaban era desastroso y terrible.

## Terminología
- la excavación principal se llama galería
- los laterales que cruzan aquella se les nombra ramales
- el sitio en que se depositan los barriles de pólvora, hornillo
- la distancia de este hasta la superficie del terreno, línea de menor resistencia
- al acto de cerrar la mina con maderos, cascotes y tierra bien apisonada, atracar
- la galería que abre el sitiador se llama propiamente mina; a la que construye el sitiado, contramina
- el soldado del cuerpo de ingenieros destinado a abrir las minas y cargarlas, se llama minador

## Tipos de minas
- Mina defensiva. Es la contramina que escavan los sitiados en una plaza de guerra para aventar e inutilizar las minas de los sitiadores.
- Mina de Voladura. La que se construye para hacer volar un trozo de muralla o cualquiera otra obra de fortificación o un puesto militar.
- Mina ofensiva. La que escava el sitiador para hacer saltar la muralla de la plaza que cerca y abrir de este modo la brecha para penetrar en aquella.